# Pugnochelifer amoenus
Pugnochelifer amoenus är en spindeldjursart som beskrevs av Clarence Clayton Hoff 1964. Pugnochelifer amoenus ingår i släktet Pugnochelifer och familjen tvåögonklokrypare. Inga underarter finns listade i Catalogue of Life.